# Cirkus Carl Hagenbeck

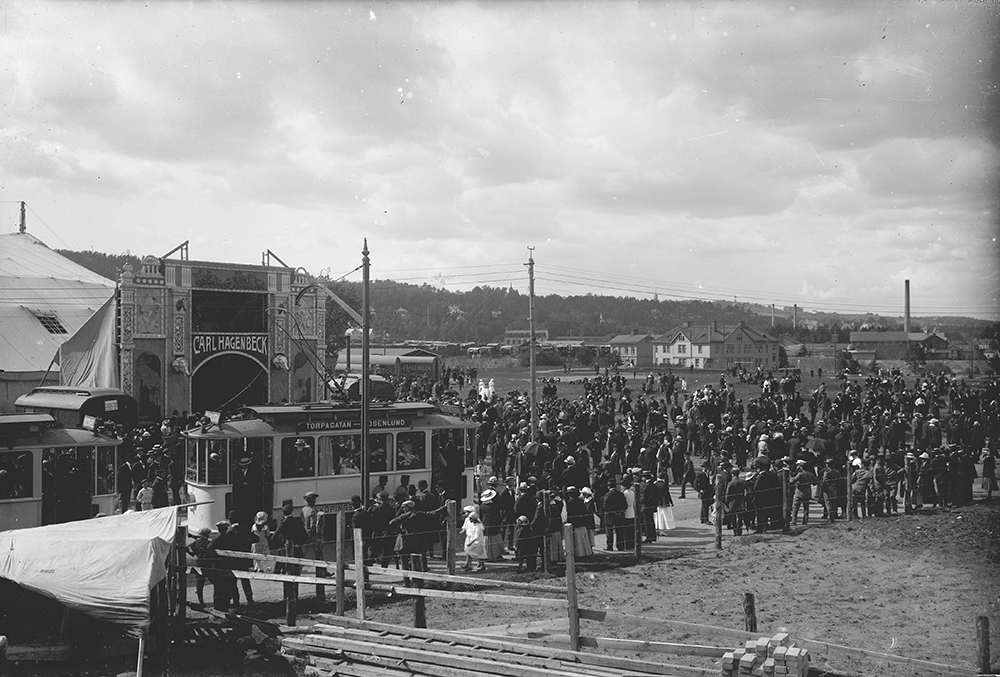
Cirkus Carl Hagenbeck på besök i Jönköping under första världskriget, 1916. Cirkusplatsen ligger i stadsdelen Torpa, strax öster om Södra skolan vid Klostergatan. På bilden ses en spårvagn på Röda linjen, 1916. I bakgrunden syns västra sidan av Friaredalen med Junebro Spånaskfabrik och längre bort Jönköpings Westra Tändsticksfabrik. Foto: Knut Björlingson.

Cirkus Carl Hagenbeck var en tysk ambulerande cirkus, etablerad 1916 av Lorentz Hagenbeck (1882–1956), som var son till den tyske djurparkspionjären Carl Hagenbeck i Hamburg.
Lorentz Hagenbeck, som arbetade inom familjen Hagenbecks djurparks- och djurhandelsverksamhet, köpte 1916 Adolf Strassburgers cirkus Cirkus Strassburger i Stellingen i Hamburg i Tyskland, som då var på turné i Norge. Han döpte om cirkusen till Cirkus Carl Hagenbeck-Stellingen. I köpet ingick tält, 63 hästar och tre elefanter.
Cirkusen turnerade under mellankrigsperioden runt om i världen, inklusive i Japan, Egypten, USA och Sydamerika.
Cirkus Carl Hagenbecks vinterkvarter i Tyskland drabbades av de allierades flygbombningar under senare delen av andra världskriget. År 1944 sändes överlevande åtta arabiska hästar, cirkusens tigrar och fem elefanter till Sverige. 
Cirkusens utrustning konfiskerades i Sverige efter andra världskriget slut, varefter elefanterna såldes till Ringling Brothers Circus i USA. Lorentz Hagenbeck försökte senare starta en ny cirkus, men den bar sig aldrig ekonomiskt utan lades ner 1953.